# Grimaud
Grimaud (en francès Grimaud) és un municipi francès situat al departament del Var i a la regió de Provença – Alps – Costa Blava.

## Demografia
| 1962                                       | 1968  | 1975  | 1982  | 1990  | 1999  | 2007  |
| ------------------------------------------ | ----- | ----- | ----- | ----- | ----- | ----- |
| 1.378                                      | 1.672 | 2.408 | 2.910 | 3.322 | 3.780 | 4.233 |
| Des de 1962: població sense dobles comptes |       |       |       |       |       |       |

## Administració
| Període | Identitat       | Partit |
| ------- | --------------- | ------ |
| 2005-   | Alain Benedetto |        |

## Galeria d'imatges

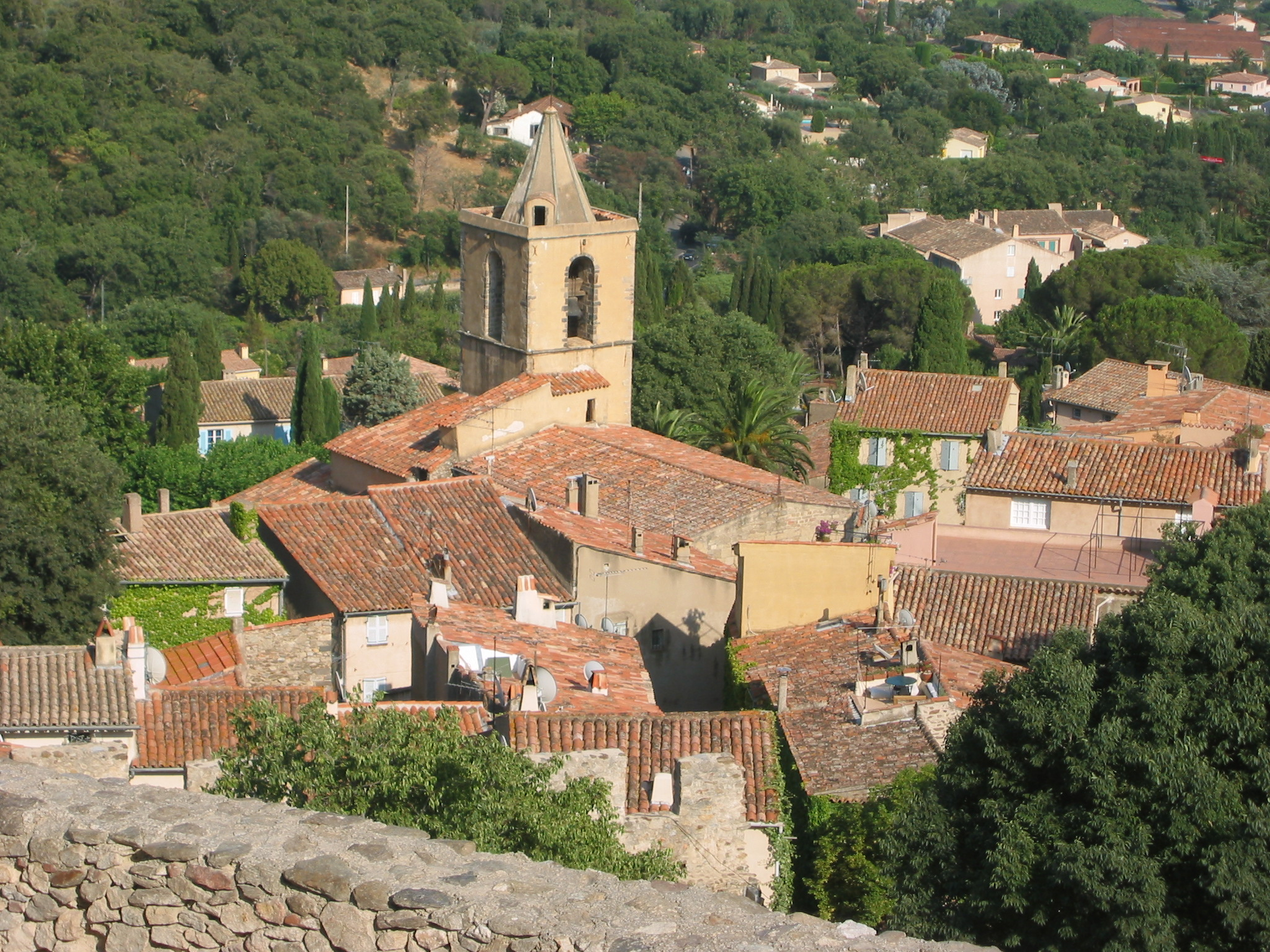
Vila medieval
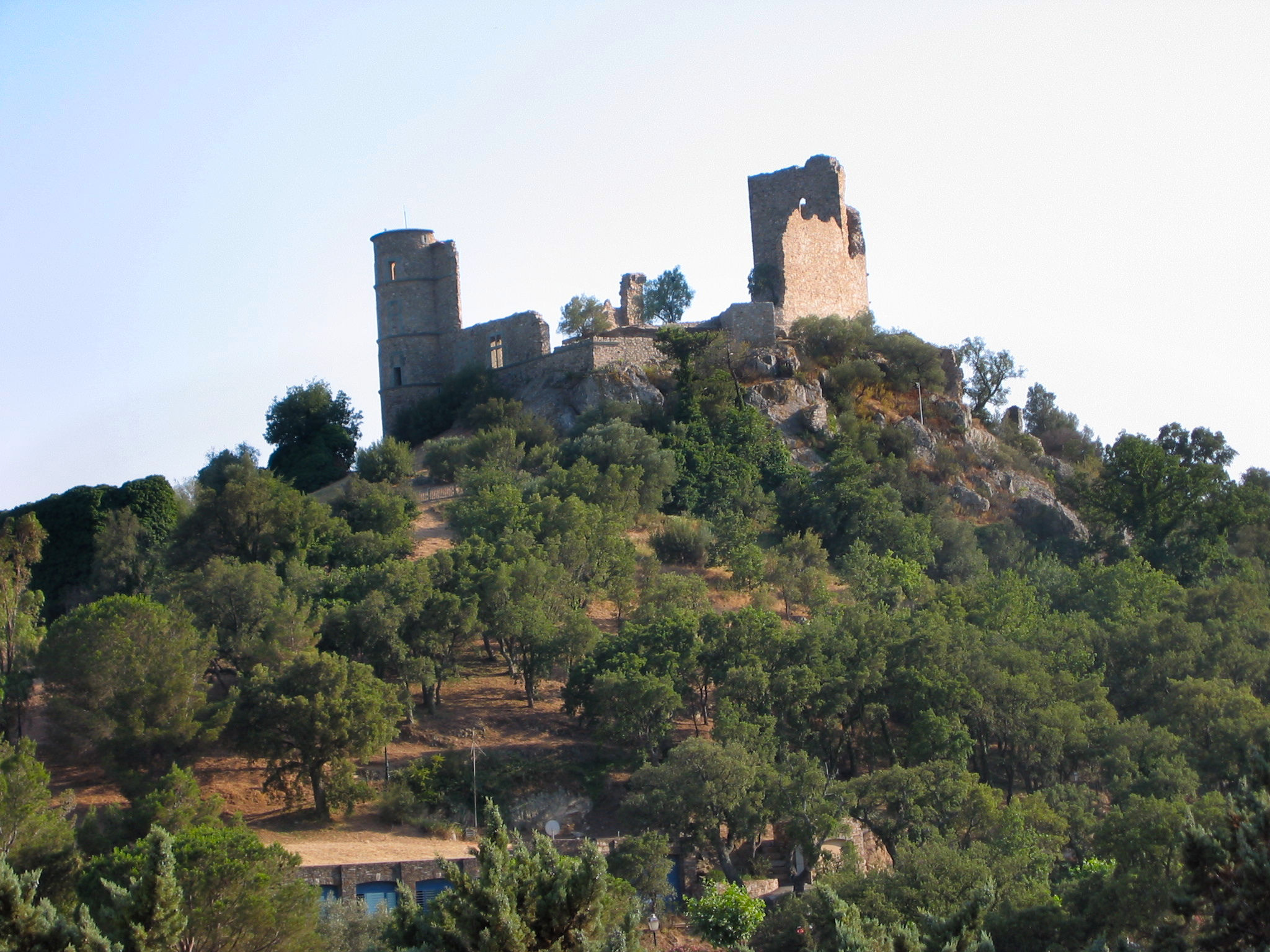
Castell
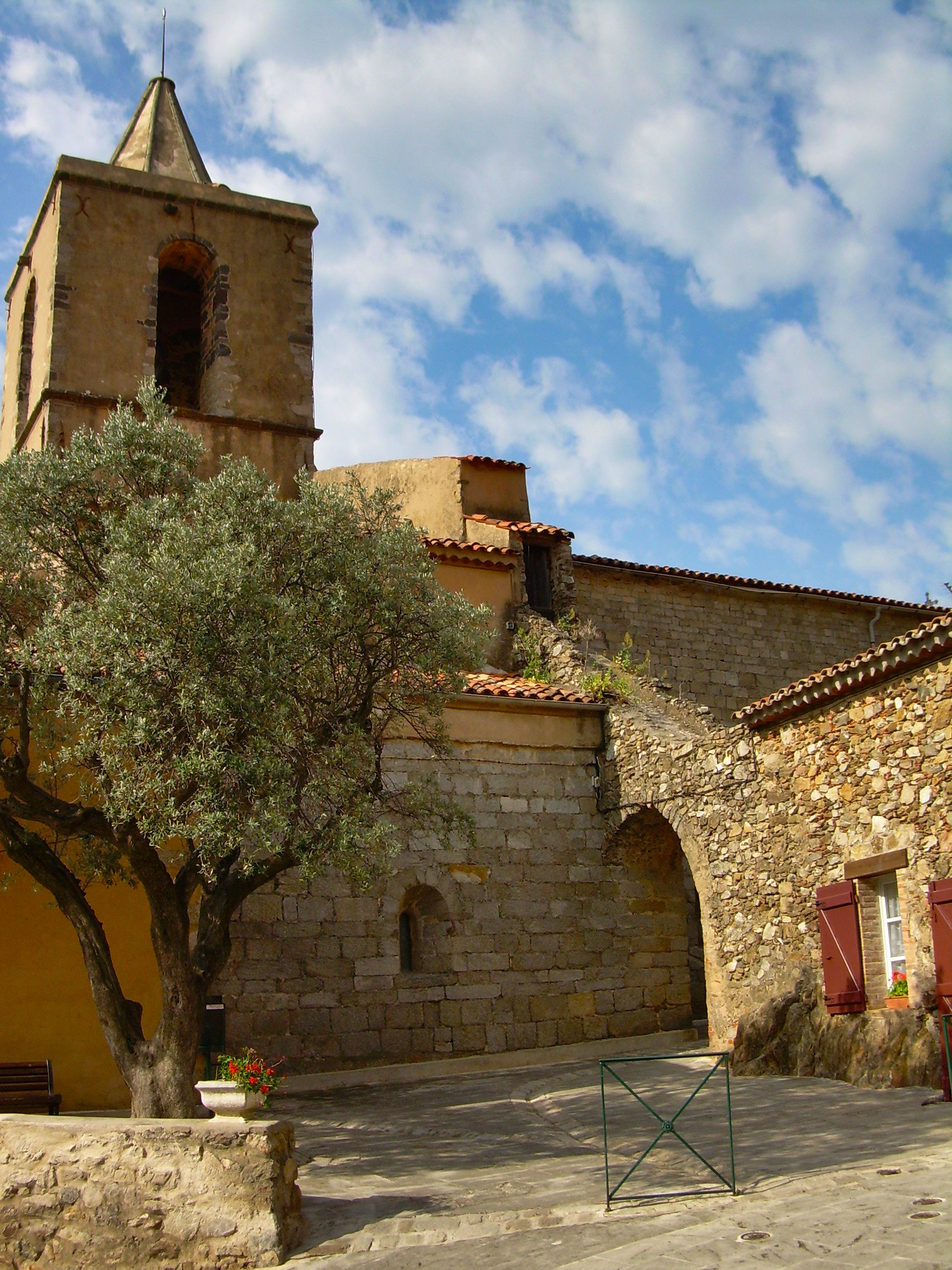
Església de Sant Miquèu

## Personatges relacionats
- Henri Desgrange, creador del Tour de França hi és enterrat.